# Gevherhan Sultan (figlia di Ahmed I)
Gevherhan Sultan (turco ottomano: کوھرخان سلطان, lett. "gemma del Khan"; Costantinopoli, 1605 o 1608 – Costantinopoli, 1660) è stata una principessa ottomana, figlia del sultano Ahmed I e, molto probabilmente, della sua Haseki Kösem Sultan.

## Origini
Gevherhan nacque nel 1605 o 1608 a Costantinopoli, nel Palazzo Topkapi. Suo padre era il sultano ottomano Ahmed I, mentre sua madre era, con tutta probabilità, la Haseki Kösem Sultan.  
Tuttavia, esiste una seconda teoria che la indica come la teorizzata secondogenita di Mahfiruz Hatun, e quindi come sorella di sangue di Osman II. Attualmente, la maggior parte delle fonti note e degli storici la attribuisce a Kösem Sultan.   
Ahmed la chiamò in onore della sua prozia Gevherhan Sultan, figlia di Selim II, che aveva presentato sua madre Handan Sultan a suo padre Mehmed III.

## Matrimoni
Si sposò per la prima volta nel 1612, all'età di appena cinque anni, con Öküz Kara Mehmed Pascià, governatore d'Egitto, Kapudan (ammiraglio) della flotta ottomana e tre volte Gran Visir sotto Ahmed I e Osman II. Le nozze, eccezionalmente lussuose, si tennero insieme a quelle della sorella maggiore Ayşe Sultan. Ricevette in dono il Palazzo Ibrahim Pascià, appartenuto al famoso Gran Visir Pargali Ibrahim, ma Gevherhan rimase vedova nel 1621, dopo aver vissuto come marito e moglie solo per un breve periodo. Malgrado fosse sposata, a causa dell'età visse infatti prima coi genitori a Palazzo Topkapi e, fra la morte del padre nel 1617 e il suo secondo matrimonio nel 1622, in esilio a Palazzo Vecchio, con la madre e le sorelle. Ebbe comunque un figlio col marito.    
Nel 1622 sposò Topal Recep Pascià, che fu Gran Visir sotto Murad IV. Ebbe una figlia con lui e rimase vedova nel 1632.

## Discendenza
Dal suo primo matrimonio, Gevherhan ebbe un figlio:
- Sultanzade Fülan Bey (1621/1622 - ?). Morì infante.

Dal suo secondo matrimonio, Gevherhan ebbe una figlia:
- Safiye Hanımsultan (Costantinopoli, gennaio 1630 - Costantinopoli, 1682)[12]. Sposò il Gran Visir Abaza Siyavush Pascià I[13].

## Morte
Gevherhan morì nel 1660 e fu sepolta nella türbe di Ahmed I, nella Moschea Blu di Costantinopoli. 

## Cultura popolare
Nella serie TV storica turca Il secolo magnifico: Kösem, è interpretata dalle attrici turche Çağla Naz Kargı (bambina) e Aslı Tandoğan (adulta). I suoi matrimoni e figli nell'adattamento non corrispondono qui a quelli storici, così come la sua morte. 